# GSM Association
La GSM Association (GSMA ou Global System for Mobile Communications), autrefois dénommé Groupe Spécial Mobile est une association internationale représentant les intérêts de plus de 750 opérateurs et constructeurs de téléphonie mobile de 220 pays du monde, auxquels s'ajoutent 400 autres entreprises de la sphère de la téléphonie mobile plus large, qui sont membres associés. 
Elle compte aussi parmi ses membres 200 fabricants et autres industriels du secteur travaillant sur la famille des normes de réseau mobile définis par le 3GPP : GSM et dérivés (Edge), UMTS (WCDMA), LTE et 5G.
Le groupe est dirigé depuis 2016 par Mats Granryd,.

## Histoire
La GSMA a été créée en 1995, initialement sous le nom de «GSM MoU Association» comme lobby (organisme de soutien et de promotion) des opérateurs mobiles utilisant la norme GSM (Global System for Mobile communications) pour les réseaux cellulaires. Elle fait remonter son histoire à un mémorandum d'accord signé en 1987 par 13 opérateurs de 12 pays s'engageant à déployer le GSM pour la téléphonie mobile.

## Activités
La GSMA représente ses membres via des programmes industriels, des groupes de travail et des initiatives de défense de l'industrie, de la 5G notamment.
La GSMA participe ainsi notamment à définir et publier des normes de téléphonie mobile, telle celle définissant l'usage de la voix sur les réseaux LTE : « VoLTE » (norme PRD IR.92), ou encore la fonction SIM embarquée (par opposition à la carte SIM physique), la eSIM.
La GSMA organise chaque année les Mobile World Congress.

## Représentativité
En 2009, Les opérateurs membres de ce lobby concentraient 3,3 milliards de clients, soit 86 % des utilisateurs de téléphonie mobile dans le monde. 

En 2015, ce chiffre atteint 6,5 milliards.

## Base de données TAC/IMEI
GSMA gère les Type Allocation Code, les 8 premiers chiffres du numéro IMEI permettant d’identifier les terminaux mobiles.
GSMA gère également la base de données des numéros IMEI volés. En France, les opérateurs téléphoniques ont 4 jours pour bloquer un numéro IMEI déclaré volé (loi LOPPSI 2 du 14 mars 2011).